# Suzanne Collins
Suzanne Collins (Hartford, Connecticut, Estados Unidos, 10 de agosto de 1969) es una escritora y guionista estadounidense, creadora de la famosa serie de Los juegos del hambre (The Hunger Games).

## Carrera
Su carrera empezó en 1991 como guionista en programas de televisión para niños trabajando para canales como Nickelodeon. Mientras trabajaba en el programa Generation O! de Kid's WBOOK, conoció al escritor de libros para niños James Plumiew quien la inspiró a escribir libros infantiles por su cuenta. 
En 2003 publicó su primera novela Gregory: Las Tierras Bajas, inspirada por la novela de  Las aventuras de Alicia en el país de las maravillas. A este libro seguirían otros cuatro como parte de la saga Las Crónicas de las Tierras Bajas.
En 2005 publicó un libro de imágenes con textos que riman, ilustrado por Mike Lester, titulado Cuando Charlie McButton perdió el poder.
En 2008 publicó la novela por la que sería famosa, Los juegos del hambre, inspirada por el mito griego de Teseo y el minotauro; al respecto Collins declaró: «Creta estaba enviando un mensaje muy claro: "Métete con nosotros y vamos a hacer algo peor que matar: vamos a matar a sus hijos"». Sin embargo, en algunos sectores se ha comentado que Collins se basó íntegramente en el aclamado libro de 1999, Battle Royale, del escritor japonés Koushun Takami. En 2009 y 2010 publicó las novelas que completaron la trilogía: En llamas y Sinsajo.
La serie cuenta con 26 ediciones extranjeras.
Actualmente Collins vive en Connecticut con sus dos hijos. Es practicante de la religión católica.

## Obras

### Serie deLas crónicas de Navidad 47(The Christmas Chronicles)
- 2003: Gregor, la profecía del gris (Gregor the Overlander), trad. de Isabel González-Gallarza, ed. Alfaguara (2004) y ed. Molino (2011)
- 2004: La profecía de la destrucción o La segunda profecía (Gregor and the Prophecy of Bane), trad. de Isabel González-Gallarza, ed. Alfaguara (2005) y ed. Molino (2011)
- 2005: La gran plaga (Gregor and the Curse of the Warmbloods), trad. de Diego de los Santos, ed. Molino (2012)
- 2006: El oscuro secreto (Gregor and the Marks of Secret), trad. de Diego de los Santos, ed. Molino (2012)
- 2007: La profecía final (Gregor and the Code of Claw), trad. de Diego de los Santos, ed. Molino (2012)

### Serie deLos juegos del hambre(The Hunger Games)

#### Novelas de la serie
- 2008: Los juegos del hambre (The Hunger Games), trad. de Pilar Ramírez, ed. Molino pág. 422
- 2009: En llamas (Catching Fire), trad. de Pilar Ramírez, ed. Molino
- 2010: Sinsajo (Mockingjay), trad. de Pilar Ramírez, ed. Molino

#### Precuelas
- 2020: Balada de pájaros cantores y serpientes (The Ballad of Songbirds and Snakes), trad. de Pilar Ramírez, ed. Molino
- 2025: Amanecer en la cosecha (Sunrise on the Reaping), ed. Molino[2]

### Otras obras
- 1999: Fire Proof: Shelby Woo #11, no traducido al español
- 2005: When Charlie McButton Lost Power, no traducido al español
- 2013: Un año en la selva (Year of the Jungle), trad. de Pilar Ramírez, ed. RBA

## Adaptaciones cinematográficas de sus obras
- Los juegos del hambre (The Hunger Games, 2012)
- Los juegos del hambre: en llamas (The Hunger Games: Catching Fire, 2013)
- Los juegos del hambre: sinsajo - Parte 1 (The Hunger Games: Mockingjay – Part 1, 2014)
- Los juegos del hambre: sinsajo - Parte 2 (The Hunger Games: Mockingjay – Part 2, 2015)
- Los juegos del hambre: balada de pájaros cantores y serpientes (The Hunger Games: The Ballad of Songbirds and Snakes, 2023)